# Edward Ridge
Edward Ridge är en bergstopp i Antarktis. Den ligger i Östantarktis. Australien gör anspråk på området. Toppen på Edward Ridge är 524 meter över havet.
Terrängen runt Edward Ridge är kuperad västerut, men österut är den platt. Trakten är obefolkad. Det finns inga samhällen i närheten.